# 榎 (新潟市)
榎（えのき）は、新潟県新潟市東区の町字。郵便番号は950-0884。

## 概要
1889年（明治22年）から現在までの大字。もとは江戸時代から1889年（明治22年）まであった榎新田の区域の一部で、栗ノ木川と通船川に挟まれた地域に位置する。

### 隣接する町字
北から東回り順に、以下の町字と隣接する。
- 鴎島町
- 下木戸
- 山木戸
- 榎町

## 歴史
明暦年間の開発であると伝えられる。

### 分立した町字

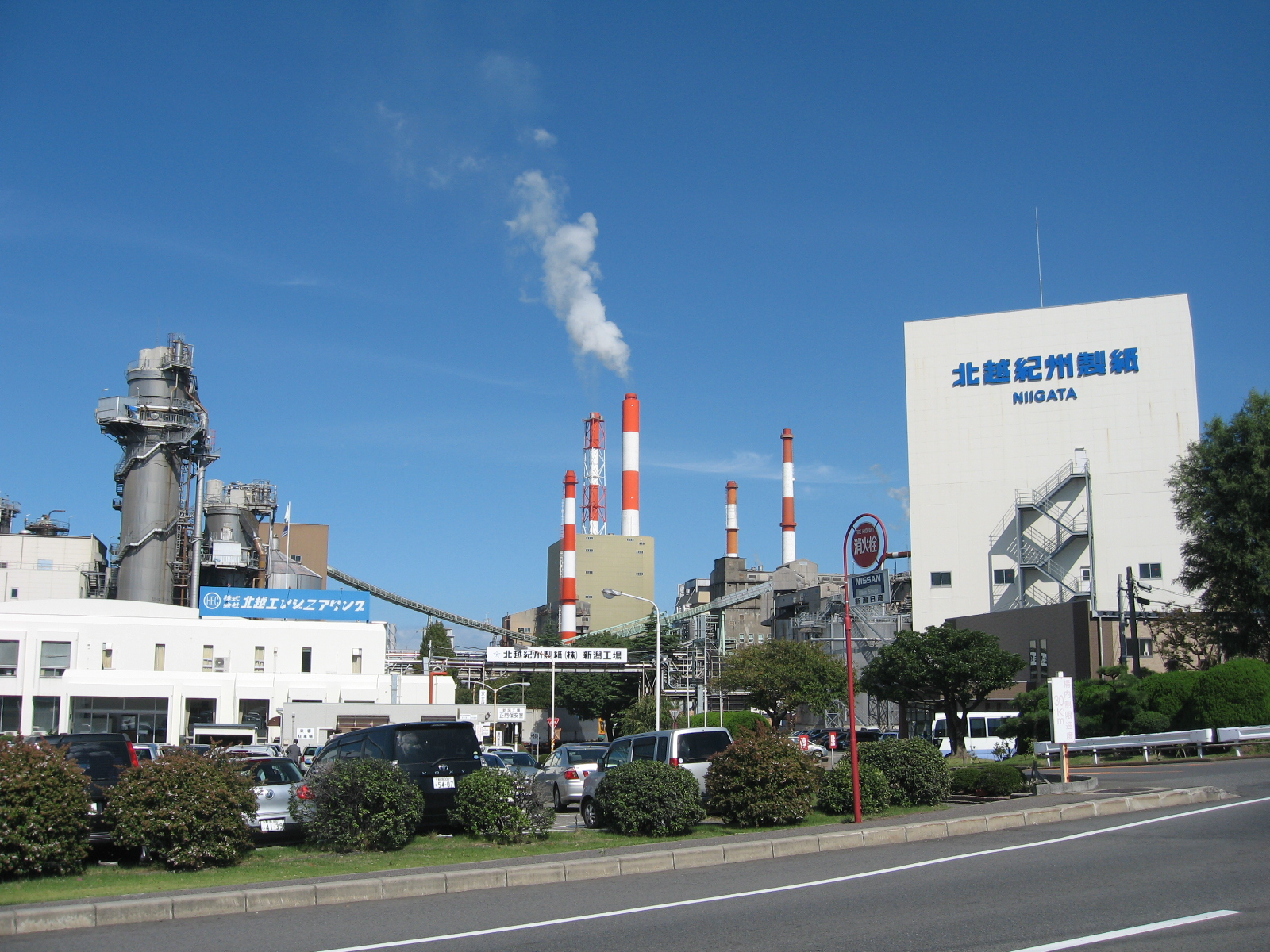
榎町にある、北越コーポレーション新潟工場。

1889年（明治22年）以後に、以下の町字が分立。
榎町（えのきちょう）
1945年（昭和20年）代に分立した町字。もとは焼島潟埋立地。
- 北越コーポレーション新潟工場

### 年表
- 1889年（明治22年）4月1日 : 合併により木戸村の大字となる。当初は榎新田と称する。
- 1901年（明治34年）11月1日 : 合併により石山村の大字となる。
- 1943年（昭和18年）5月3日 : 合併により新潟市の大字となる。
- 2007年（平成19年）4月1日 : 新潟市の政令指定都市移行により、東区の大字となる。

## 世帯数と人口
2018年（平成30年）1月31日現在の世帯数と人口は以下の通りである。
| 大字 | 世帯数 | 人口 |
| ---- | ------ | ---- |
| 榎   | -      | 17人 |

## 小・中学校の学区
市立小・中学校に通う場合、学区は以下の通りとなる。
| 番地 | 小学校             | 中学校               |
| ---- | ------------------ | -------------------- |
| 全域 | 新潟市立木戸小学校 | 新潟市立東新潟中学校 |